# 硫酸エステル

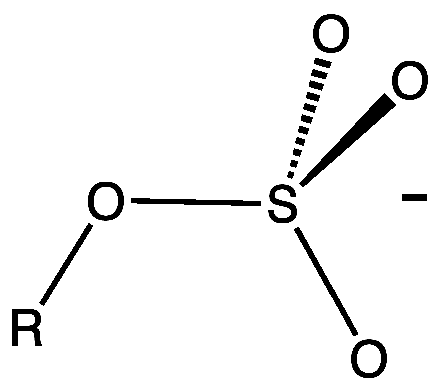
アルキル硫酸の構造（ナトリウムやアンモニウムなどのカチオンは示されていない）。

有機硫酸エステル（ゆうきりゅうさんエステル 英: Organosulfate）は、官能基 -O-SO−
3 を共有する有機化合物群である。SO4 は核となる硫酸基、R は任意の有機残基を表わす。硫酸エステルはアルコールと硫酸のエステル結合により構成される。硫酸エステルは多くの洗剤やその他有用な試薬として用いられている。アルキル硫酸は疎水性の炭化水素鎖と極性の（アニオンを含む）硫酸基、および硫酸基との電荷の釣り合いをとるためのカチオンもしくはアミンから成り、ラウリル硫酸ナトリウム（硫酸モノドデシルエステルナトリウム塩）および相当するカリウムまたはアンモニウム塩が例として挙げられる。

## 応用
アルキル硫酸は、液体洗剤やウール用洗剤、クレンザー、洗濯用洗剤、シャンプー、コンディショナーなどにアニオン性界面活性剤として広く使用されている。歯磨き粉や制酸剤、化粧品、食品などの身の回りの製品にも含まれていることがある。消費製品全体の3%から20%に含まれている。アメリカ合衆国では、2003年にはおよそ 118,000 t のアルキル硫酸が消費されている。

## 合成硫酸エステル
ラウリル硫酸ナトリウム（化学式:  CH3(CH2)11OSO3Na）は広く普及している。他にも消費財によく用いられるものとして、ラウリルアルコールなどの脂肪族アルコールをエトキシ化したものと硫酸とのエステルもある。その例としては化粧品の原料として用いられるラウレス硫酸ナトリウムなどが挙げられる。

### 調製
アルキル硫酸は、動物性および植物性油脂の水素化、またはチーグラー法およびオキソ合成により得られたアルコールから合成できる。油脂化学原料またはチーグラー法を用いる場合、アルコールの炭化水素鎖は直鎖となる。オキソ法を用いる場合、典型的にはC-2位へのメチルもしくはエチル化などの低級分岐が生じた、偶数もしくは奇数のアルキル鎖を持ったものが生じる。これらのアルコールをクロロ硫酸と反応させることにより、塩化水素と共にアルキル硫酸を得る。
{\displaystyle {\ce {ClSO3H + ROH -> ROSO3H + HCl}}}
フェノールのエルブス過硫酸酸化や、アニリンのボイランド・シムズ酸化により調製される硫酸エステルもある。

## ジアルキル硫酸
モノエステルより一般的ではないが、化学式 R-O-SO2-O-R' をもつジエステルも存在する。これらも硫酸とアルコールから調製される。主要な例として硫酸ジエチルや硫酸ジメチルが挙げられ、これらは無色の液体で有機合成時の試薬として用いられる。これらの化合物は潜在的に危険なアルキル化剤である。

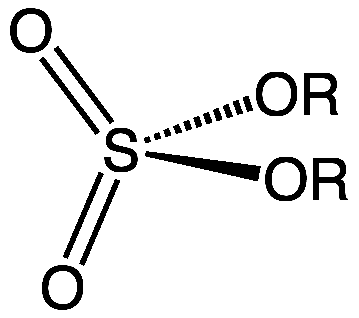
硫酸ジエステルの構造。

## 自然由来の硫酸エステル
硫酸の自然分解には、一つまたはときたま二つの硫酸エステルと、アデノシン-5'-ホスホ硫酸 (APS) および3'-ホスホアデノシン-5'-ホスホ硫酸 (PAPS) が関与する。硫酸は不活性のアニオンであり、自然界で還元が起こる際にはこれらのエステル誘導体の形成を通じて活性化する必要がある。多種の生物が代謝のため、または生存のために必要な有機硫黄化合物を生合成するためにこのような反応を利用している。

## 安全性
広く商業的に用いられていることから、硫酸エステルの安全性に関しては大量の研究がある。

### 人体への影響
アルキル硫酸を摂取した場合、よく吸収されて代謝により C3, C4,  C5 硫酸エステルとその他の代謝物が生じる。硫酸アルキルの中で最も刺激の強いものはラウリル硫酸ナトリウムで、刺激性の閾値は濃度 20% である。消費製品中の界面活性剤は多くは混合物となっており、刺激性を低減させている。OECD TG 406 によれば、動物実験の結果、アルキル硫酸は皮膚感作剤ではないとされる。
研究室レベルでは、アルキル硫酸に遺伝毒性、変異原性、発がん性はみつかっていない。長期的再現性のある効果もみつかっていない。

### 環境への影響
アルキル硫酸の廃棄の多くは下水に含まれる商業製品としてである。計測によれば、下水処理施設から流出するアルキル硫酸の濃度は 10 μg/l 以下である。アルキル硫酸は容易に生分解され、分解が下水処理施設に到達する以前に始まることも多い。処理施設では、生分解により速やかに除去される。無脊椎動物が最もアルキル硫酸に敏感であることがわかっている。原虫の一種、Uronema parduczi に対してラウリル硫酸ナトリウムを試験したところ、20 h-EC5 値の最低値は 0.75 mg/L であった。Ceriodaphnia dubia に対する C12 から C18 への慢性被曝試験では C14 の毒性が最も高かった（NOEC は 0.045 mg/L）。
熱力学的安定性については、アルキル硫酸は蒸気圧が低い（C8-18 では 10-11 から 10-15 hPa）ため沸点に達する前に分解することが多い。土壌への浸透性は炭素鎖の長さと比例し、炭素数 14 以上で吸収速度は最大となる。土壌中濃度は 0.0035〜0.21 mg/kg dwである。